# Sutton, New Hampshire
Sutton är en kommun (town) i Merrimack County i delstaten New Hampshire i USA. Vid folkräkningen år 2010 bodde 1 837 personer på orten. Den har enligt United States Census Bureau en area på totalt 111,7 km² varav 2,1 km² är vatten.

## Kända personer från Sutton
- Matthew Harvey, jurist och politiker
- John S. Pillsbury, affärsman och politiker